# Dan O'Herlihy
Daniel Peter O'Herlihy (Wexford, 1 de maio de 1919 — Malibu, 17 de dezembro de 2005) foi um ator irlandês.